# تومي كريستيانسن (لاعب كرة قدم)
تومي كريستيانسن (بالدنماركية: Tommy Kristiansen)‏ هو لاعب كرة قدم دنماركي في مركز الهجوم، ولد في 8 أكتوبر 1953 في كوبنهاغن في مملكة الدنمارك. لعب مع فاينورد.

## وصلات خارجية
- تومي كريستيانسن (لاعب كرة قدم) على موقع قاعدة بيانات كرة القدم.إي يو (الإنجليزية)
- تومي كريستيانسن (لاعب كرة قدم) على موقع ناشيونال فوتبول تيمز (الإنجليزية)